# Bombardeo de Stuttgart

El bombardeo de Stuttgart fue una serie de 53 ataques aéreos contra la capital wurtemberguesa que formaron parte de los bombardeos estratégicos de los Aliados contra Alemania en la Segunda Guerra Mundial. El primer bombardeo (realizado por 20 aviones de la Real Fuerza Aérea) se produjo el 25 de agosto de 1940 y se saldó con la destrucción de 17 edificios. La ciudad fue atacada repetidamente durante los siguientes cuatro años y medio tanto por la RAF como por la 8.ª Fuerza Aérea, ya que contaba con una importante capacidad industrial (incluidas las fábricas automotrices de Daimler y Porsche) y varias bases militares, y también era un centro de transporte ferroviario en el suroeste de Alemania. Stuttgart sufrió 18 ataques a gran escala por parte de la Real Fuerza Aérea (RAF) durante la guerra (el primero y el último de ellos fueron el 5 de marzo de 1942 y el 13 de febrero de 1945 respectivamente),durante los cuales se lanzaron 21,353 toneladas de bombas sobre la ciudad, pero la RAF concluyó que sus ataques contra Stuttgart no fueron tan efectivos como podrían haber sido:
"La experiencia de Stuttgart no fue tan dura como la de otras ciudades alemanas. Su ubicación, esparcida en una serie de valles profundos, había frustrado constantemente a los Pathfinder y los refugios excavados en las laderas de las colinas circundantes habían salvado muchas vidas."

## Antecedentes
Incluso antes de la Segunda Guerra Mundial, en 1916, Stuttgart había sido un objetivo potencial para los ataques aéreos debido a su corta distancia del Frente Occidental de la Primera Guerra Mundial.En los siguientes dos años, la ciudad sería atacada por aviadores aliados en varias ocasiones a lo largo de 1917 y 1918, siendo la planta de Daimler en Stuttgart de especial interés para ellos.Cuando el Mando de Bombardeo de la Real Fuerza Aérea comenzó su comando de bombardeo estratégico durante la Segunda Guerra Mundial, inicialmente apuntó a pistas de aterrizaje en Noruega y Francia y refugios de submarinos en el norte de Francia, pero pronto agregó objetivos civiles, como Stuttgart, a su lista de objetivos en marzo de 1940.Ya en mayo de ese año, la RAF intenta bombardear objetivos en Württemberg, de los cuales había dos entre la región mayoritariamente rural: Stuttgart y Friedrichshafen. Stuttgart, apodada la «Coventry alemana», era un importante centro ferroviario y de la industria, sede de las fábricas de Bosch, Daimler-Benz y de rodamientos de bolas SKF. Sin embargo, alcanzar estos objetivos era difícil debido a su gran distancia de Gran Bretaña y a la topografía de colinas y valles de Württemberg, que perjudicaba la precisión de los equipos de bombardeo británicos. La solución alternativa fue atacar en masa, a partir de 1942 y 1943, pero estos ataques a veces alcanzaban objetivos falsos y eran costosos en vidas y materiales.
El 14 de febrero de 1942, la Real Fuerza Aérea levantó todas las restricciones del Mando de Bombardeo, y Stuttgart fue incluida en la lista de "Áreas Industriales Alternativas" del Mando de Bombardeo junto con Frankfurt, Schweinfurt y Kiel. 

### Defensas de Stuttgart

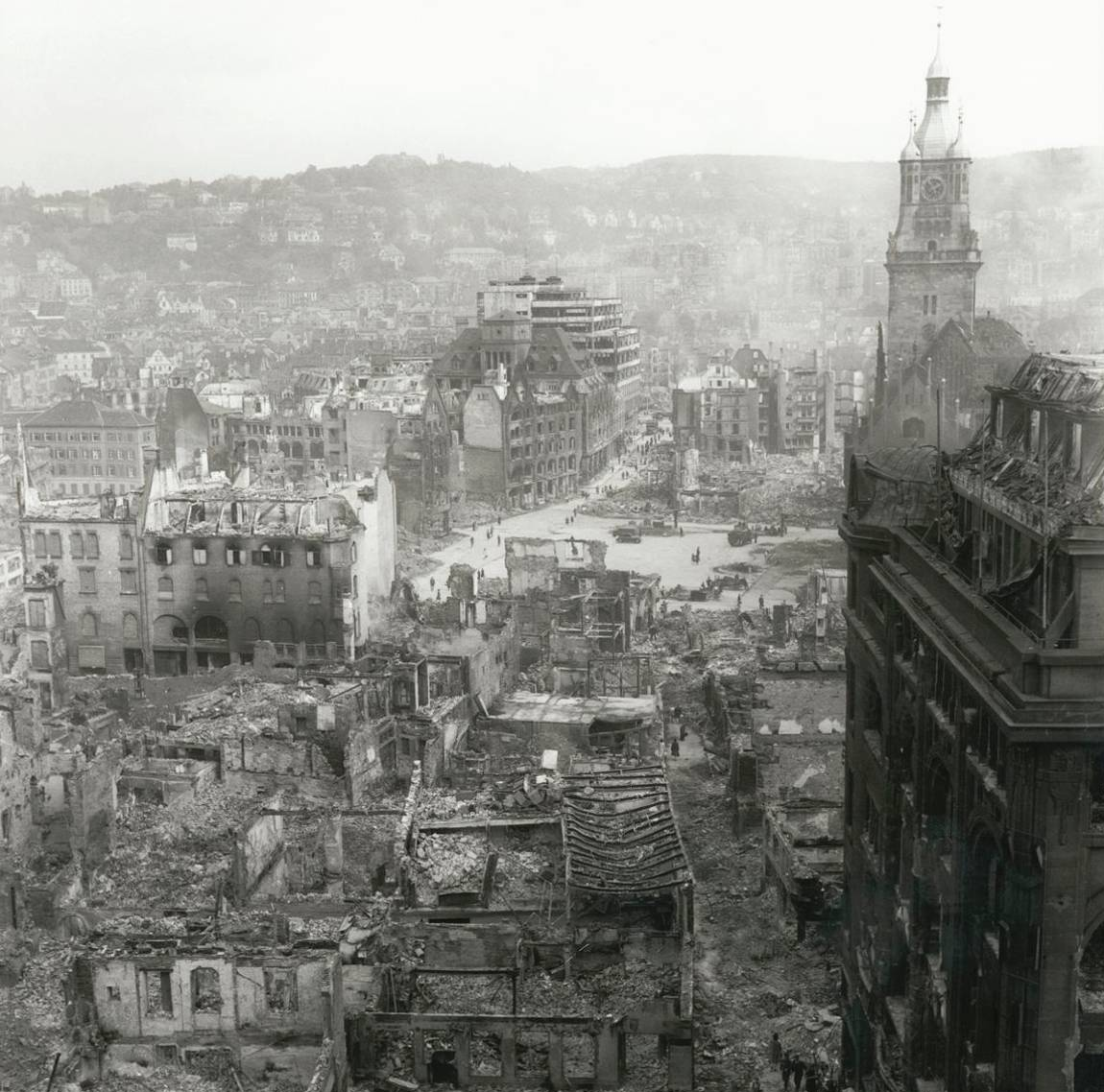
Plaza del mercado destruida el 1 de noviembre de 1944.

Los preparativos para proteger a los ciudadanos de Stuttgart de los ataques aéreos británicos, aunque se les restó importancia, se hicieron en septiembre de 1939 con el establecimiento de veinte puestos de primeros auxilios. El número del 31 de mayo de 1940 del periódico local del Partido Nazi NS-Kurier se jactó de que el Reichsluftschutzbund había aprovechado las "condiciones físicas naturales" de Stuttgart, y que no se esperaban muertes civiles. En el primer ataque aéreo sobre la ciudad de la guerra en la noche del 25 de agosto de 1940, cuatro personas murieron y cinco resultaron heridas. Los dos siguientes ataques no resultaron en víctimas mortales. Como resultado, Stuttgart se consideró lo suficientemente segura para recibir a los evacuados de ciudades ya gravemente dañadas por los bombardeos británicos, como Hamburgo, Essen y Düsseldorf. Stuttgart fue defendida al comienzo de la guerra por el Jagdgeschwader 52 con base en Böblingen.
En 1944, Stuttgart estaba defendida por 11 baterías de cañones antiaéreos pesados (88 mm) y 38 ligeros (20 mm a 40 mm). También había una base de cazas de la Luftwaffe al sur de la ciudad en Echterdingen. La emblemática torre de observación Burgholzhof fue utilizada por observadores antiaéreos durante las incursiones. La Pragstattel Flakturm se encuentra justo al norte del centro de Stuttgart a lo largo de una autopista muy transitada, decorada con carteles, y las Torres Winkel con forma de bala construidas alrededor de la ciudad también permanecen.

## Incursiones
En la noche del 4 al 5 de mayo de 1942, Stuttgart sufrió su primer ataque a gran escala, cuando 121 bombarderos de la RAF llevaron a cabo un bombardeo estratégico de la ciudad para destruir la fábrica de Bosch, que producía componentes para la Luftwaffe. La cobertura de nubes extremadamente densa de la ciudad frustró el ataque, y las bombas de la flotilla se dispersaron por la ciudad, aunque un sitio de señuelo en Lauffen am Neckar fue alcanzado. Ninguna bomba alcanzó la fábrica de Bosch, pero 13 civiles murieron y 37 más resultaron heridos, mientras que un Short Stirling británico fue derribado.La noche siguiente, otros 77 bombarderos se reunieron contra Stuttgart, pero nuevamente tuvieron problemas de visibilidad, ya que la ciudad estaba oscurecida por la neblina. Las bombas más cercanas fueron las de Kräherwald, al oeste de la ciudad, y se perdieron tres Vickers Wellingtons y otro Stirling.Se lanzó otro ataque en la noche del 6 al 7 de mayo con 97 aviones, pero las tripulaciones nuevamente no pudieron identificar Stuttgart y en su lugar atacaron la ciudad de Lauffen, que pudo haber llevado a la flotilla a Heilbronn, a 32 km de distancia, donde siete civiles murieron y más de 150 edificios fueron destruidos.
En la noche del 22 al 23 de noviembre de 1942, 222 bombarderos se dirigieron a Stuttgart, pero la ciudad estaba oscurecida por las nubes y los escuadrones de selección de objetivos no pudieron identificar el centro de la ciudad. Los distritos del sur de la ciudad, a saber, Rohr, Vaihingen, Plieningen y Möhringen fueron intensamente bombardeados; 88 casas fueron destruidas y otras 334 gravemente dañadas, causando 28 muertos y  71 heridos.En total, se habían lanzado treinta toneladas de bombas sobre la ciudad.
Varios meses después, el 11 de marzo de 1943, una enorme flota de 314 bombarderos de la RAF llegó a Stuttgart. Las unidades Pathfinder afirmaron haber avistado la ciudad, pero la mayoría de las bombas lanzadas esa noche cayeron en campo abierto y sobre indicadores Pathfinder falsos , el primer uso de los alemanes, pero aun así 112 murieron y 386 resultaron heridos cuando Vaihingen y Kaltental fueron alcanzados, lo que resultó en la destrucción de 118 casas. Seis Halifax, tres Stirling y dos Lancasters, el 3,5% de la fuerza total, se perdieron durante la operación.El mes siguiente, 462 bombarderos se reunieron contra Stuttgart y nuevamente los Pathfinder afirmaron haber identificado con precisión Stuttgart, pero el bombardeo real ocurrió al noreste de la ciudad. Esta misión resultó un costoso fracaso, ya que se perdieron ocho Stirling y Wellington, cuatro Halifax y tres Lancasters.En octubre de ese mismo año, la RAF cambió de estrategia y envió una fuerza de 343 Lancaster para un ataque nocturno con el 101.º Escuadrón equipado con el dispositivo de interferencia "Airborne Cigar" y complementado con varios vuelos de distracción, lo que en conjunto aseguró que solo cuatro cazas nocturnos de la Luftwaffe lograran llegar a Stuttgart al final de la incursión. Con una pérdida de solo cuatro Lancaster,  la incursión fue un éxito rotundo, matando a 104 civiles e hiriendo a 300 más. Se produjeron otras 31 muertes y 156 heridos el mes siguiente, el 26 de noviembre de 1943, cuando una fuerza de distracción de 178 bombarderos realizó una incursión dispersa sobre Stuttgart para alejar a los cazas nocturnos de Berlín a un costo de seis Halifax perdidos por la Luftwaffe.

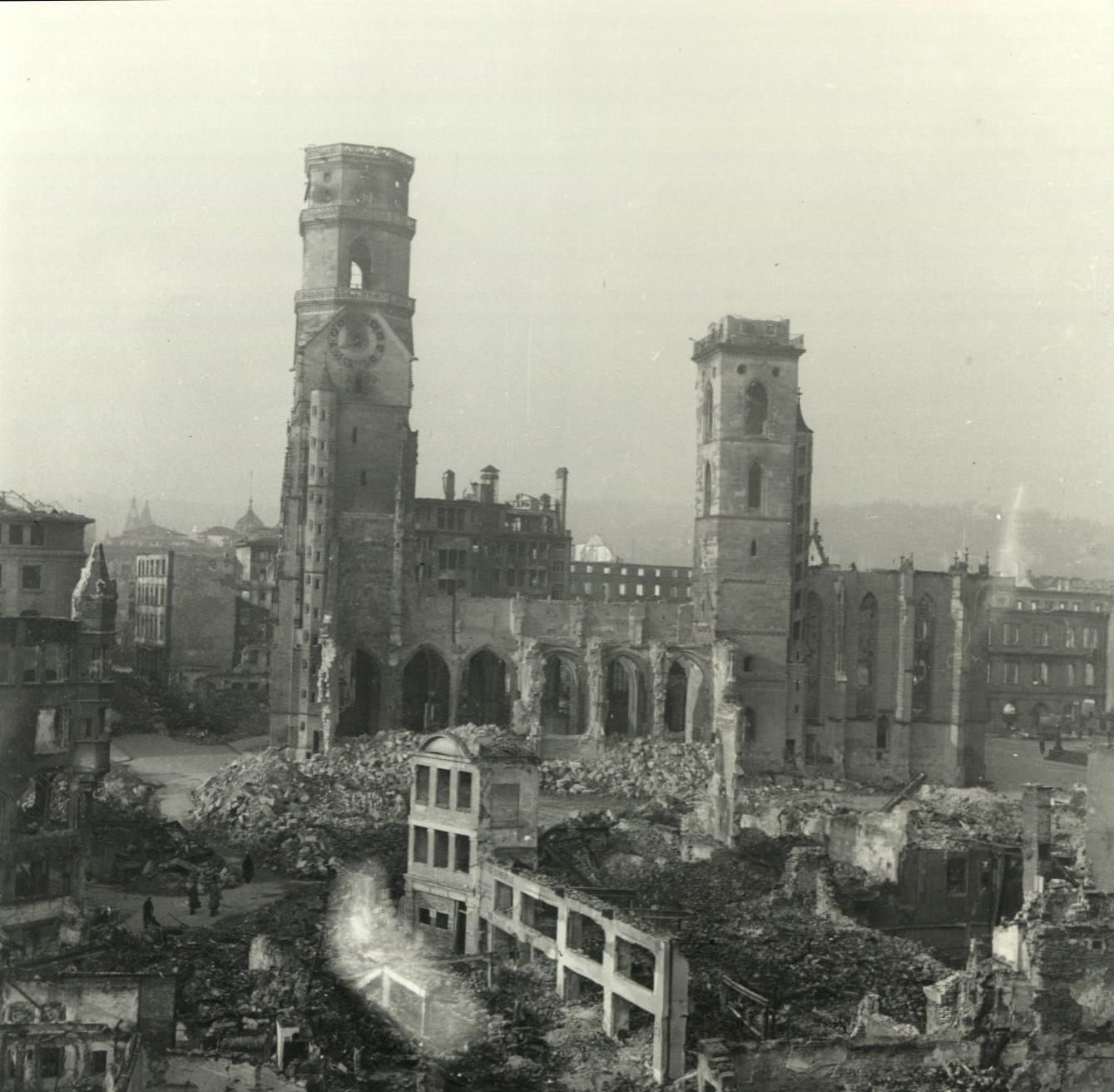
Iglesia dañada tras el bombardeo.

En la mañana del 6 de septiembre de 1943, 388 B-17 Flying Fortresses se reunieron sobre el sur de Inglaterra y en el Canal de la Mancha, con destino a Stuttgart para destruir su sector industrial, donde la inteligencia estadounidense en 1943 estimó que se estaban produciendo el 90% de los magnetos y boquillas de inyección de combustible de Alemania. Una quinta parte de esta flotilla abortó debido al clima o una falla mecánica, dejando al resto de la formación para continuar hacia Francia,  donde comenzó a dividirse en diferentes vuelos de distracción para alejar al personal del Jagdgeschwader 2. Este fue el primer ataque diurno en Stuttgart, el primer ataque de la Fuerza Aérea del Ejército de los Estados Unidos en Stuttgart y la undécima incursión en la ciudad.De los 262 B-17 que llegaron a Stuttgart, 45 se perdieron. Dos aviadores murieron en la operación, mientras que otros 333 desaparecieron en acción.
Mientras los bombarderos volaban sobre Cambrai, varios cazas de la Luftwaffe atacaron la formación e intercambiaron golpes con los P-47 Thunderbolt que los escoltaban antes de cesar su acción a las 8:44 a. m. En ese momento, los P-47 que los escoltaban señalaron que se estaban quedando sin combustible y tenían que regresar a la base, lo que significaba que los bombarderos estarían solos hasta que regresaran al alcance actual de los cazas aliados.Después de un breve período de calma, aviones de combate de la Luftwaffe de todas las marcas y unidades (incluso algunos bombarderos en picado Ju 87 Stuka) descendieron sobre la fuerza, infligiendo altas bajas por algunas pérdidas. Estos ataques cesaron abruptamente cuando la flotilla de bombarderos llegó a Stuttgart, donde los cañones antiaéreos Flak de la ciudad comenzaron a abrir fuego contra los bombarderos. Desafortunadamente para los estadounidenses, las nubes Stratus que cubrían la ciudad ese día eran imposibles de detectar para los hombres que operaban sus respectivas miras de bombardeo Norden ,  lo que obligó a los diversos grupos de bombarderos, bajo el mando del general de brigada Robert F. Travis, a dar tres vueltas sobre la ciudad con las puertas de sus bodegas de bombas abiertas, consumiendo lentamente combustible y siendo sometidos a los cañones antiaéreos alemanes. Antes de la cuarta pasada, los grupos de bombardeo 96 y 388 comenzaron a salir para atacar el objetivo secundario de Estrasburgo, pero nuevamente no lograron detectarlo y, en cambio, depositaron sus bombas en la Selva Negra. Momentos después, los cazas de la Luftwaffe regresaron para atacar a los bombarderos, y continuarían acosándolos hasta que regresaron al alcance de los cazas. Se perdieron 45 bombarderos durante la misión, y la doctrina estadounidense de bombardeo de precisión a la luz del día moriría después de la segunda incursión en Schweinfurt más tarde ese año. En Stuttgart, 108 personas murieron y 165 resultaron heridas.
De las 21 tripulaciones del 388º grupo que se embarcó en la misión, apodada por la unidad como "Lunes Negro", 13 regresaron. El 3 de noviembre de 1943, Arthur Harris incluyó a Stuttgart entre las 19 ciudades que, según él, habían sido "seriamente dañadas" en un informe sobre las actividades del Comando de Bombardeo al Primer Ministro Winston Churchill.

### 1944

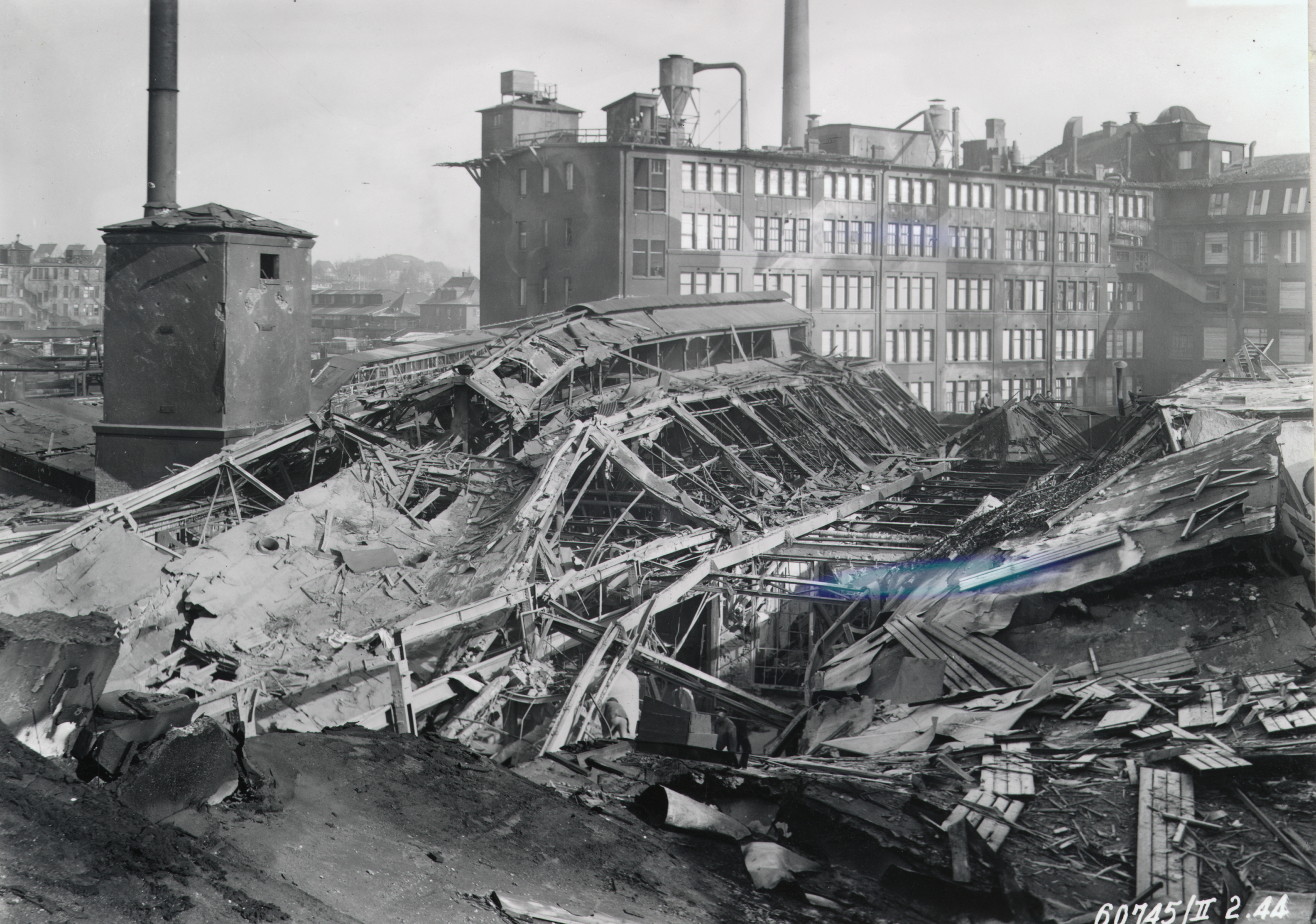
Fábrica de Bosch destruida tras bombardeo, 1944.

El año más devastador de la guerra para Stuttgart comenzó con un ataque británico masivo contra la ciudad el 21 de febrero de 1944 con 598 bombarderos, perdiendo solo siete Lancasters y un solo Halifax por la acción alemana gracias a dos vuelos de distracción sobre el Mar del Norte y a Múnich dos horas antes. Durante las siguientes dos noches, un total de 27 cazas nocturnos Mosquito realizaron vuelos a Stuttgart. El 25 de febrero de 1944, en la misión final de la Gran Semana , 268 B-17 Flying Fortresses de la 1.ª División de Bombardeo fueron lanzados para atacar Augsburgo y Stuttgart. Cincuenta bombarderos de esa formación atacaron este último.
La suerte de Stuttgart se acabó con tres incursiones en cinco noches a mediados de julio de 1944. 514 bombarderos de la RAF aparecieron sobre el centro de la ciudad el 25 de julio y causaron inmensos daños por la pérdida de 21 aviones.La RAF regresó la noche siguiente con 550 bombarderos y aniquiló el centro de la ciudad en el ataque más exitoso contra Stuttgart de la guerra. 12 aviones se perdieron durante la operación.Un vuelo de reconocimiento de 30 Mosquito pasó sobre la ciudad el 28 de julio sin pérdidas,y fueron seguidos por el tercer y último ataque de julio de 1944. El 28 y 29 de julio, 494 Lancaster y dos Mosquito, de los 1, 3, 5 y 8 Grupos de la RAF, despegaron para atacar Stuttgart. La falta de cobertura de nubes dejó la corriente de bombarderos expuesta a elementos del Nachtjagdgeschwader 2,  que interceptaron y derribaron 39 Lancaster – el 19% del total de la fuerza–. Pero las incursiones de julio habían sido devastadoras; casi 1000 personas habían muerto y más de 100.000 habían sido desplazadas. Entre las docenas de edificios destruidos estaba la sede del Partido Nazi de la ciudad.
En la noche del 12 al 13 de septiembre, 204 Lancaster y 13 Mosquito de los grupos núm. 1 y núm. 5 atacaron Stuttgart. Con el coste de 4 Lancaster, se produjo una tormenta de fuego en la ciudad.
Cuatro Mosquitos sobrevolaron Stuttgart el 13 y 14 de octubre. Más tarde ese mismo mes, 565 Lancaster y 18 Mosquitos de los grupos núm. 1, 3, 6 y 8 atacaron Stuttgart en dos fuerzas en la noche del 19 al 20 de octubre. Se perdieron seis Lancaster mientras que se produjeron inmensos daños en las secciones central y oriental de la ciudad. Entre los edificios alcanzados se encontraba la fábrica de Bosch.
El mes siguiente, 65 Mosquitos atacaron Stuttgart en dos oleadas el 5 y 6 de noviembre, seguidos por otros 29 Mosquitos el 21 y 22 de noviembre. Nueve Mosquitos más visitaron la ciudad el 25 y 26 de noviembre. No se perdió ningún avión en ninguno de estos ataques.

### 1945
Stuttgart fue atacada dos veces en la noche del 28 al 29 de enero de 1945 por una fuerza de 602 aviones. En el primer ataque, 226 aviones bombardearon las instalaciones ferroviarias de Kornwestheim, al norte de la ciudad. Tres horas más tarde, la segunda fuerza apareció sobre Zuffenhausen para destruir lo que se había identificado como la fábrica de motores de aviación Hirth. El objetivo estaba oculto por las nubes y, como resultado, el bombardeo real se dispersó. Las bombas cayeron en el norte, explotando en Feuerbach, donde fue alcanzada la planta de Bosch, y Weilimdorf. Once aviones se perdieron en el último gran ataque de la RAF contra Stuttgart.

## Consecuencias
En total, la Fuerza Aérea del Ejército de los Estados Unidos y la Real Fuerza Aérea lanzaron 53 ataques aéreos contra Stuttgart. Esta última realizó bombardeos masivos de objetivos civiles en Stuttgart de acuerdo con la directiva de bombardeo de área del 14 de febrero de 1942. Murieron 4,562 civiles alemanes,al igual que 770 extranjeros, la mayoría de los cuales eran trabajadores forzados. Se estima que se perdieron 300 aviones y 2400 efectivos aliados. El 68% del centro de Stuttgart fue destruido.
En total, cayeron sobre Stuttgart 27,000 toneladas de bombas: 20,000 bombas de alto poder explosivo y 1,3 millones de artefactos incendiarios.Se estima que aún quedan 12,000 bombas sin detonar en los límites de la ciudad. El 4 de junio de 2014, se evacuó una zona residencial cerca de Degerloch y Sillenbuch para que la policía pudiera desactivar dos bombas de 250 kg.
Los 15,000,000 de metros cúbicos de escombros que quedaron de la guerra se juntaron en Birkenkopf entre 1953 y 1957 para formar un Schuttberg.El 9 de agosto de 2018, se inauguró un monumento a dos Flakhelfer adolescentes en el cementerio de Degerloch, un municipio de Stuttgart.
El pintor canadiense Carl Schaefer, entonces miembro de la Real Fuerza Aérea Canadiense como artista de guerra, representó al Escuadrón N.º 6 de la RAF mientras se preparaba para partir a bombardear Stuttgart el 7 de octubre de 1943. Schaefer utilizó la fecha en la acuarela "Marshalling Lancasters Against Stuttgart" , aunque lo más probable es que terminara la pieza más tarde. Esta pieza se convertiría en una de las cinco obras suyas en ser expuestas al público.